# Pfarrhaus Burgwerben
Das Pfarrhaus Burgwerben ist ein denkmalgeschütztes Gebäude im Ortsteil Burgwerben der Stadt Weißenfels in Sachsen-Anhalt. Im örtlichen Denkmalverzeichnis ist das Gebäude unter der Erfassungsnummer 094 13075 als Baudenkmal verzeichnet.

## Geschichte
Bei dem Gebäude mit der Adresse An den Weinbergen 3 in Burgwerben, östlich der Kirche, handelt es sich um das Pfarrhaus. Laut Denkmalverzeichnis der Stadt Weißenfels wurde das Gebäude im 17. oder 18. Jahrhundert errichtet. Auffällig am Gebäude ist der massive Steinsockel.